# Loisto (tour)
La tour Loisto est une tour d'habitation construite dans le quartier Kalasatama d'Helsinki en Finlande.

## Description
Loisto est la deuxième des huit tours prévues du complexe Redi du centre de Kalasatama, autour de la station de métro Kalasatama.
Les  tours résidentielles de 23 à 35 étages sont Majakka, Loisto, Kapteeni, Luotsi, Kartta et Kompassi. 
À leur côté il y aura la tour Horisontti et une autre tour,.
La commercialisation a commencé le 9 juillet 2018 et les premiers résidents ont emménagé dans la tour le 30 septembre 2021. 
Loisto compte 249 appartements.